# Štefan Hatvani
Štefan Hatvani (21. listopadu 1718, Rimavská Sobota – 16. listopadu 1786, Debrecín) byl maďarský přírodovědec, lékař a polyhistor slovenského původu.

## Život
Narodil se 21. listopadu 1718 v Rimavské Sobotě.
Studoval na několika západoevropských univerzitách (Basilej, Leiden, Utrechtm a Magdeburg), mimo jiné i u Johanna a Daniela Bernoulliových. Získal doktorát z filosofie a medicíny.
Po odmítnutí několika zahraničních nabídek se usadil v Debrecínu, kde v letech 1749–1786 působil jako profesor reformovaného kolegia, kde předtím také studoval. Stal se jedním z nejvýznamnějších profesorů této školy, svými moderními výukovými metodami, zejména ukázkovými pokusy z chemie a fyziky, zejména elektrostatiky, si vysloužil nejen seriózní uznání ale i mystickou pověst a přívlastek „Uherský Faust“.
Jako přírodovědec stál na bázi osvícentského racionalismu, upřednostňoval newtonovskou fyziku před karteziánskou. Kladl důraz na experiment a už ve své inaugaruční přednášce hovořil o důležitosti studia matematiky. Byl průkopníkem ve výuce chemie, zároveň autorem prvního matematického spisu teorie pravděpodobnosti v Uhersku.
Vedli vlastní lékařskou, resp. lékárnickou praxi, sestavoval přitom např. tabulky úmrtí kojenců a jejich statistické vyhodnocování používal v argumentaci ve prospěch lékařské péče, pro výuku porodních bab apod. Byl autorem několika knižních prací a kratších spisů z oblasti filosofie, přírodních věd, medicíny a teologie.
Zemřel 16. listopadu 1786 v Debrecínu.